# 库尔比亚克 (洛特-加龙省)
库尔比亚克（法語：Courbiac，法語發音：[kuʁbjak]）是法国洛特-加龙省的一个市镇，属于洛特河畔新城区。

## 地理
库尔比亚克（44°22'38"N, 1°2'21"E）面积9.05 平方千米，位于法国新阿基坦大区洛特-加龍省，该省份为法国西南部内陆省份，北起多爾多涅省，西接吉倫特省和朗德省，南至热尔省，东临塔恩-加龙省和洛特省。
与库尔比亚克接壤的市镇（或旧市镇、城区）包括：凯尔西地区蒙泰居、马斯基耶尔、图尔农达日奈、波特迪凯尔西。

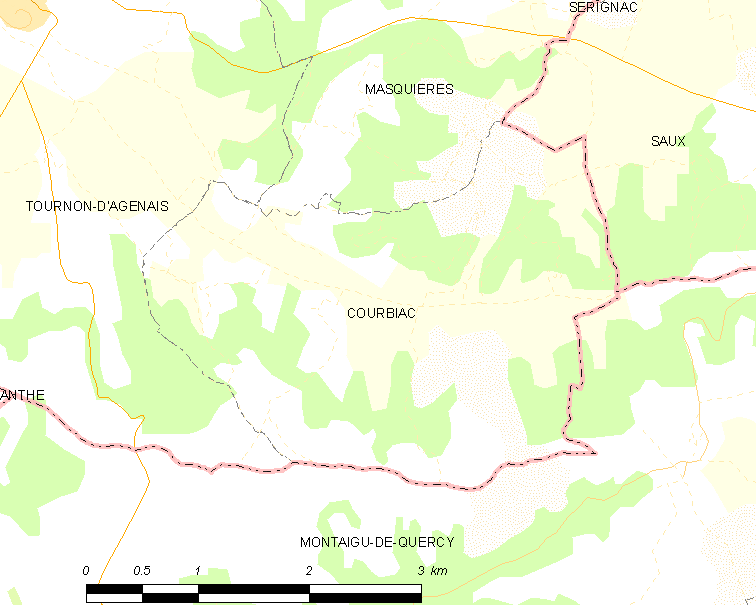
的OSM定位图

库尔比亚克的时区为UTC+01:00、UTC+02:00（夏令时）。

## 行政
库尔比亚克的邮政编码为47370，INSEE市镇编码为47072。

## 政治
库尔比亚克所属的省级选区为勒菲梅卢瓦县。

## 人口

1962-2008年间人口变化图示

库尔比亚克于2022年1月1日时的人口数量为108人。